# Records d'Océanie d'athlétisme
Les records d'Océanie d'athlétisme sont les meilleures performances réalisées par des athlètes de pays membres de l'Association océanienne d'athlétisme (OAA), sous la tutelle de World Athletics.

## Records d'Océanie

### Hommes
| Discipline        | Performance | Athlète                                                               | Compétition                          | Lieu                | Date              | Réf.   |
| ----------------- | --- | --------------------------------------------------------------------- | ------------------------------------ | ------------------- | ----------------- | ------ |
| 100 m             | 9 s 93 (+1,8 m/s) | Patrick Johnson                                                       |                                      | Mito                | 5 mai 2003        | [ 1 ]  |
| 200 m             | 20 s 02 (+0,0 m/s) | Gout Gout                                                             | Golden Spike                         | Ostrava             | 24 juin 2025      |        |
| 400 m             | 44 s 38 | Darren Clark                                                          | Jeux olympiques                      | Séoul               | 26 septembre 1988 |        |
| 800 m             | 1 min 43 s 99 | Joseph Deng                                                           |                                      | Décines             | 8 juillet 2023    | [ 2 ]  |
| 1 000 m           | 2 min 16 s 09 | Jeff Riseley                                                          | Golden Spike                         | Ostrava             | 17 juin 2014      | [ 3 ]  |
| 1 500 m           | 3 min 29 s 41 | Oliver Hoare                                                          | Bislett Games                        | Oslo                | 15 juin 2023      | .      |
| Mile              | 3 min 47 s 48 | Oliver Hoare                                                          | Bislett Games                        | Oslo                | 16 juin 2022      | .      |
| 2 000 m           | 4 min 48 s 77 | Stewart McSweyn                                                       | Mémorial Van Damme                   | Bruxelles           | 8 septembre 2023  | .      |
| 3 000 m           | 7 min 28 s 02 | Stewart McSweyn                                                       | Golden Gala                          | Rome                | 17 septembre 2020 | [ 7 ]  |
| 5 000 m           | 12 min 55 s 76 | Craig Mottram                                                         |                                      | Londres             | 30 juillet 2004   |        |
| 10 000 m          | 27 min 9 s 57 | Jack Rayner                                                           | The TEN                              | San Juan Capistrano | 16 mars 2024      | .      |
| 10 km             | 27 min 28 s | Zane Robertson                                                        |                                      | Berlin              | 9 octobre 2016    | [ 9 ]  |
| 15 km             | 42 min 17 s | Zane Robertson                                                        |                                      | Marugame            | 1er février 2015  | [ 10 ] |
| 20 000 m          | 58 min 37 s 2 | Robert de Castella                                                    |                                      | Rome                | 17 avril 1982     |        |
| 20 km             | 56 min 38 s | Jake Robertson                                                        |                                      | Lisbonne            | 19 mars 2017      |        |
| Heure             | 20,516 km | Robert de Castella                                                    |                                      | Rome                | 17 avril 1982     |        |
| Semi-marathon     | 59 min 47 s | Zane Robertson                                                        |                                      | Marugame            | 1er février 2015  | [ 10 ] |
| 25 000 m          | 1 h 16 min 29 s 0 | Jack Foster                                                           |                                      | Hamilton            | 15 août 1971      |        |
| 30 000 m          | 1 h 32 min 18 s 6 | Jack Foster                                                           |                                      | Hamilton            | 15 août 1971      |        |
| Marathon          | 2 h 07 min 31 | Brett Robinson                                                        | Marathon de Fukuoka                  | Fukuoka             | 4 décembre 2022   | [ 11 ] |
| 100 km            | 6 h 29 min 26 s | Tim Sloane                                                            |                                      | Richmond            | 23 avril 1995     |        |
| 110 m haies       | 13 s 29 (+0,6 m/s) | Kyle Vander-Kuyp                                                      | Championnats du monde                | Göteborg            | 11 août 1995      |        |
| 400 m haies       | 48 s 28 | Rohan Robinson                                                        | Jeux olympiques                      | Atlanta             | 31 juillet 1996   |        |
| 3 000 m steeple   | 8 min 13 s 26 | Geordie Beamish                                                       | Meeting Herculis                     | Monaco              | 21 juillet 2023   | [ 12 ] |
| Saut en hauteur   | 2,36 m | Tim Forsyth                                                           | Championnats d'Australie             | Melbourne           | 2 mars 1997       |        |
| Saut en hauteur   | 2,36 m | Brandon Starc                                                         | Meeting d'Eberstadt                  | Eberstadt           | 26 août 2018      | [ 13 ] |
| Saut à la perche  | 6,06 m (i) | Steven Hooker                                                         | Boston Indoor Games                  | Boston              | 7 février 2009    | [ 14 ] |
| Saut en longueur  | 8,54 m (+1,7 m/s) | Mitchell Watt                                                         | DN Galan                             | Stockholm           | 29 juillet 2011   | [ 15 ] |
| Triple saut       | 17,46 m (+1,7 m/s) | Ken Lorraway                                                          |                                      | Londres             | 7 août 1982       |        |
| Lancer du poids   | 22,90 m | Tom Walsh                                                             | Championnats du monde                | Doha                | 5 octobre 2019    |        |
| Lancer du disque  | 71,48 m | Alex Rose                                                             |                                      | Allendale           | 11 mai 2024       | [ 16 ] |
| Lancer du marteau | 79,29 m | Stuart Rendell                                                        |                                      | Varaždin            | 6 juin 2002       |        |
| Lancer du javelot | 89,02 m | Jarrod Bannister                                                      | Championnats d'Australie             | Brisbane            | 29 février 2008   |        |
| Décathlon         | 8 649 pts | Ashley Moloney                                                        | Jeux olympiques                      | Tokyo               | 5 août 2021       |        |
| Décathlon         | 10 s 34 (100 m), 7,64 m (longueur), 14,49 m (poids), 2,11 m (hauteur), 46 s 29 (400 m)/ 14 s 08 (110 m haies), 44,38 m (disque), 5,00 m (perche), 57,12 m (javelot), 4 min 39 s 19 (1 500 m) |                                                                       |                                      |                     |                   |        |
| 20 km marche      | 1 h 17 min 33 s | Nathan Deakes                                                         |                                      | Cixi                | 23 avril 2005     |        |
| 20 000 m marche   | 1 h 19 min 48 s 1 | Nathan Deakes                                                         |                                      | Brisbane            | 4 septembre 2001  |        |
| 35 km marche      | 2 h 26 min 25 s | Rhydian Cowley                                                        | Lake Burley Griffin Walking Carnival | Canberra            | 9 juin 2024       | [ 17 ] |
| 50 km marche      | 3 h 35 min 47 s | Nathan Deakes                                                         |                                      | Geelong             | 2 décembre 2006   |        |
| 50 000 m marche   | 3 h 43 min 50 s 0 | Simon Baker                                                           |                                      | Melbourne           | 9 septembre 1990  |        |
| 4 × 100 m         | 38 s 17 | Australie Paul Henderson Tim Jackson Steve Brimacombe Damien Marsh    | Championnats du monde                | Göteborg            | 12 août 1995      |        |
| 4 × 100 m         | 38 s 17 | Australie Anthony Alozie Isaac Ntiamoah Andrew McCabe Joshua Ross     | Jeux olympiques                      | Londres             | 10 août 2012      | [ 18 ] |
| 4 × 200 m         | 1 min 23 s 04 | Australie Scott Vassella Shem Hollands Dean Capobianco Peter Vassella |                                      | Sydney              | 6 décembre 1998   |        |
| 4 × 400 m         | 2 min 59 s 70 | Australie Bruce Frayne Darren Clark Gary Minihan Rick Mitchell        | Jeux olympiques                      | Los Angeles         | 11 août 1984      |        |
| 4 × 800 m         | 7 min 11 s 48 | Australie Joshua Ralph Ryan Gregson Jordan Williamsz Jared West       | Relais mondiaux de l'IAAF            | Nassau              | 24 mai 2014       | [ 19 ] |
| 4 × 1 500 m       | 14 min 40 s 4 | Australie Tony Polhill John Walker Rod Dixon Dick Quax                |                                      | Oslo                | 22 août 1973      |        |

### Femmes
| Discipline              | Performance | Athlète                                                                                    | Compétition                             | Lieu              | Date               | Réf.   |
| ----------------------- | --- | ------------------------------------------------------------------------------------------ | --------------------------------------- | ----------------- | ------------------ | ------ |
| 100 m                   | 10 s 96 (+ 2,0 m/s) | Zoe Hobbs                                                                                  | Résisprint                              | La Chaux-de-Fonds | 2 juillet 2023     | [ 20 ] |
| 200 m                   | 22 s 23 (+0,8 m/s) | Melinda Gainsford-Taylor                                                                   | Weltklasse                              | Stuttgart         | 13 juillet 1997    |        |
| 400 m                   | 48 s 63 | Cathy Freeman                                                                              | Jeux olympiques                         | Atlanta           | 29 juillet 1996    |        |
| 800 m                   | 1 min 57 s 78 | Catriona Bisset                                                                            |                                         | Londres           | 23 juillet 2023    | [ 21 ] |
| 1 000 m                 | 2 min 34 s 63 | Abbey Caldwell                                                                             | CITIUS Meeting                          | Berne             | 4 août 2023        | [ 22 ] |
| 1 500 m                 | 3 min 50 s 83 | Jessica Hull                                                                               | Meeting de Paris                        | Paris             | 7 juillet 2024     |        |
| Mile                    | 4 min 15 s 34 | Jessica Hull                                                                               | Meeting Herculis                        | Monaco            | 21 juillet 2023    | [ 23 ] |
| 2 000 m                 | 5 min 37 s 71 | Benita Johnson                                                                             | Golden Spike Ostrava                    | Ostrava           | 12 juin 2003       |        |
| 3 000 m                 | 8 min 24 s 20 | Georgia Griffith                                                                           | Bislett Games                           | Oslo              | 30 mai 2024        | [ 24 ] |
| 5 000 m                 | 14 min 39 s 89 (i) | Kimberley Smith                                                                            |                                         | New York          | 27 février 2009    |        |
| 10 000 m                | 30 min 35 s 54 | Kimberley Smith                                                                            | Payton Jordan Cardinal Invitational     | Palo Alto         | 4 mai 2008         |        |
| 10 km (route)           | 31 min 17 s | Benita Johnson                                                                             |                                         | Manchester        | 21 mars 2006       |        |
| Semi-marathon           | 1 h 7 min 11 s | Kimberley Smith                                                                            |                                         | Philadelphie      | 18 septembre 2011  |        |
| Marathon                | 2 h 21 min 34 s | Sinead Diver                                                                               | Marathon de Valence                     | Valence           | 4 décembre 2022    | [ 11 ] |
| 100 km                  | 7 h 34 min 25 s | Kirstin Bull                                                                               | Championnats du monde du 100 kilomètres | Los Alcázares     | 27 novembre 2016   | [ 25 ] |
| 100 m haies             | 12 s 28 (+1,1 m/s) | Sally Pearson                                                                              | Championnats du monde                   | Daegu             | 3 septembre 2011   | [ 26 ] |
| 400 m haies             | 53 s 17 | Debbie Flintoff-King                                                                       | Jeux olympiques                         | Séoul             | 27 septembre 1988  |        |
| 3 000 m steeple         | 9 min 14 s 28 | Genevieve LaCaze                                                                           | Meeting de Paris                        | Saint-Denis       | 27 août 2016       | [ 27 ] |
| Saut en hauteur         | 2,03 m | Nicola Olyslagers                                                                          | Prefontaine Classic                     | Eugene            | 17 septembre 2023  | [ 28 ] |
| Saut en hauteur         | 2,03 m | Nicola Olyslagers                                                                          | Championnats ACT                        | Canberra          | 27 janvier 2024    | [ 29 ] |
| Saut à la perche        | 4,94 m | Eliza McCartney                                                                            |                                         | Jockgrim          | 17 juillet 2018    | [ 30 ] |
| Saut en longueur        | 7,13 m (+1,8 m/s) | Brooke Buschkuehl                                                                          |                                         | Chula Vista       | 9 juillet 2022     | .      |
| Triple saut             | 14,04 m (+2,0 m/s) | Nicole Mladenis                                                                            |                                         | Hobart            | 9 mars 2002        |        |
| Triple saut             | 14,04 m (+1,8 m/s) | Nicole Mladenis                                                                            |                                         | Perth             | 7 décembre 2003    |        |
| Lancer du poids         | 21,24 m | Valerie Adams                                                                              | Championnats du monde                   | Daegu             | 29 août 2011       | [ 32 ] |
| Lancer du disque        | 69,64 m | Dani Stevens                                                                               | Championnats du monde                   | Londres           | 13 août 2017       | [ 33 ] |
| Lancer du marteau       | 74,61 m | Lauren Bruce                                                                               | Tucson Elite Classic                    | Tucson            | 20 mai 2021        | [ 34 ] |
| Lancer du javelot       | 68,92 m | Kathryn Mitchell                                                                           | Jeux du Commonwealth                    | Gold Coast        | 11 avril 2018      | [ 35 ] |
| Heptathlon              | 6 695 pts | Jane Flemming                                                                              | Jeux du Commonwealth                    | Auckland          | 28 janvier 1990    |        |
| Heptathlon              | 13 s 21 (+1,4 m/s) (100 m haies), 1,82 m (saut en hauteur), 13,76 m (lancer du poids), 23 s 62 (+2,4 m/s) (200 m), 6,57 m (+1,6 m/s) (saut en longueur), 49,28 m (javelot), 2 min 12 s 53 (800 m) |                                                                                            |                                         |                   |                    |        |
| Décathlon               | 5740 pts | Preya Carey                                                                                |                                         | Brisbane          | 5–6 septembre 2001 |        |
| Décathlon               | (100 m), (discus), (pole vault), (javelin), (400 m), (100 m haies), (long jump), (shot put), (high jump), (1500 m)                                                                                |                                                                                            |                                         |                   |                    |        |
| 10 000 m marche (piste) | 41 min 57 s 22 | Kerry Saxby-Junna                                                                          |                                         | Seattle           | 24 juillet 1990    |        |
| 20 000 m marche (piste) | 1 h 33 min 40 s 2 | Kerry Saxby-Junna                                                                          |                                         | Brisbane          | 6 septembre 2001   |        |
| 20 km marche (route)    | 1 h 26 min 25 s | Jemima Montag                                                                              | Jeux olympiques                         | Paris             | 1er août 2024      | [ 36 ] |
| 35 km marche (route)    | 2 h 47 min 54 s | Rebecca Henderson                                                                          |                                         | Melbourne         | 21 mai 2023        |        |
| 50 km marche (route)    | 4 h 9 min 33 s | Claire Tallent                                                                             | Ch. du monde par équipes de marche      | Taicang           | 5 mai 2018         | [ 37 ] |
| 4 × 100 m               | 42 s 83 | Australie Ebony Lane Bree Masters Ella Connolly Torrie Lewis                               | Relais mondiaux                         | Nassau            | 4 mai 2024         | [ 38 ] |
| 4 × 200 m               | 1 min 32 s 6 | Australie / Nouvelle-Zélande Raelene Boyle Sue Jowett Denise Robertson-Boyd Barbara Wilson |                                         | Brisbane          | 25 janvier 1976    |        |
| 4 × 400 m               | 3 min 23 s 81 | Australie Nova Peris-Kneebone Tamsyn Lewis Melinda Gainsford-Taylor Cathy Freeman          | Jeux olympiques                         | Sydney            | 30 septembre 2000  |        |
| 4 × 800 m               | 8 min 13 s 26 | Australie Brittany McGowan Zoe Buckman Selma Kajan Melissa Duncan                          | Relais mondiaux de l'IAAF               | Nassau            | 25 mai 2014        | [ 39 ] |
| 4 × 1 500 m             | 17 min 08 s 65 | Australie Zoe Buckman Bridey Delaney Brittany McGowan Melissa Duncan                       | Relais mondiaux de l'IAAF               | Nassau            | 24 mai 2014        | [ 40 ] |

### Mixte
| Discipline | Performance   | Athlète                                                                  | Compétition     | Lieu   | Date        | Réf. |
| ---------- | ------------- | ------------------------------------------------------------------------ | --------------- | ------ | ----------- | ---- |
| 4 × 400 m  | 3 min 12 s 20 | Australie - Luke van Ratingen - Ellie Beer - Terrell Thorne - Carla Bull | Relais mondiaux | Canton | 11 mai 2025 |      |

## Records d'Océanie en salle

### Hommes
| Discipline       | Performance | Athlète                                                      | Compétition                     | Lieu          | Date                            | Réf.   |
| ---------------- | --- | ------------------------------------------------------------ | ------------------------------- | ------------- | ------------------------------- | ------ |
| 60 m             | 6 s 52 | Matthew Shirvington                                          | Championnats du monde en salle  | Maebashi      | 7 mars 1999                     | ,      |
| 200 m            | 20 s 71 | Damien Marsh                                                 | Championnats du monde en salle  | Toronto       | 14 mars 1993                    |        |
| 400 m            | 45 s 44 | Steven Solomon                                               |                                 | Clemson       | 23 février 2018                 |        |
| 800 m            | 1 min 47 s 27 | Joseph Deng                                                  | Birmingham Indoor Grand Prix    | Birmingham    | 16 février 2019                 | [ 43 ] |
| 1 000m           | 2 min 19 s 60 | Ryan Foster                                                  |                                 | State College | 16 janvier 2010                 |        |
| 1 500m           | 3 min 32 s 35 | Oliver Hoare                                                 | New Balance Indoor Grand Prix   | New York      | 13 février 2021                 | [ 44 ] |
| Mile             | 3 min 50 s 83 | Oliver Hoare                                                 | Millrose Games                  | New York      | 29 janvier 2022 11 février 2023 | [ 45 ] |
| 3 000m           | 7 min 34 s 50 | Craig Mottram                                                |                                 | Boston        | 26 janvier 2008                 |        |
| 5 000m           | 13 min 09 s 96 | Oliver Hoare                                                 | Boston University Season Opener | Boston        | 4 décembre 2021                 | [ 46 ] |
| 60 m haies       | 7 s 56 | Chris Douglas                                                | Championnats du monde en salle  | Belgrade      | 20 mars 2022                    |        |
| Saut en hauteur  | 2,33 m | Tim Forsyth                                                  |                                 | Balingen      | 16 février 1997                 |        |
| Saut à la perche | 6,06 m | Steven Hooker                                                |                                 | Boston        | 7 février 2009                  |        |
| Saut en longueur | 8,25 m | Fabrice Lapierre                                             | Championnats du monde en salle  | Portland      | 20 mars 2016                    | [ 47 ] |
| Triple saut      | 17,20 m | Andrew Murphy                                                | Championnats du monde en salle  | Lisbonne      | 9 mars 2001                     |        |
| Lancer du poids  | 22,31 m | Tomas Walsh                                                  | Championnats du monde en salle  | Birmingham    | 3 mars 2018                     |        |
| Lancer du poids  | 22,31 m | Tomas Walsh                                                  | Championnats du monde en salle  | Belgrade      | 19 mars 2022                    |        |
| 4 × 400 m        | 3 min 08 s 49 | Australie Paul Greene Mark Garner Rohan Robinson Steve Perry | Championnats du monde en salle  | Séville       | 10 mars 1991                    |        |
| Heptathlon       | 5 949 points | Gary Haasbroek                                               | Houston Invitational            | Houston       | 26 janvier 2019                 |        |
| Heptathlon       | 7 s 02 (60 m), 7,65 m (longueur), 11,52 m (poids), 2,03 m (hauteur), 8 s 14 (60 m haies), 5,10 m (perche), 2 min 46 s 15 (1 000 m) |                                                              |                                 |               |                                 |        |
| 5 000 m marche   | 18 min 52 s 20 | David Smith                                                  | Championnats du monde en salle  | Indianapolis  | 7 mars 1987                     |        |

### Femmes
| Discipline       | Performance                                                                                      | Athlète                                                           | Compétition                    | Lieu       | Date            | Réf.   |
| ---------------- | ------------------------------------------------------------------------------------------------ | ----------------------------------------------------------------- | ------------------------------ | ---------- | --------------- | ------ |
| 50 m             | 6 s 3                                                                                            | Pamela Kilborn                                                    |                                | Toronto    | 29 janvier 1965 |        |
| 60 m             | 7 s 6                                                                                            | Zoe Hobbs                                                         | Championnats du monde en salle | Glasgow    | 2 mars 2024     | [ 48 ] |
| 200 m            | 22 s 64                                                                                          | Melinda Gainsford-Taylor                                          | Championnats du monde en salle | Barcelone  | 10 mars 1995    | [ 49 ] |
| 200 m            | 22 s 64                                                                                          | Melinda Gainsford-Taylor                                          | Championnats du monde en salle | Barcelone  | 11 mars 1995    | [ 50 ] |
| 400 m            | 52 s 17                                                                                          | Maree Holland                                                     | Championnats du monde en salle | Budapest   | 4 mars 1989     |        |
| 800 m            | 1 min 59 s 46                                                                                    | Catriona Bisset                                                   |                                | Birmingham | 19 février 2022 |        |
| 1 000m           | 2 min 36 s 96                                                                                    | Toni Hodgkinson                                                   | New Balance Indoor Grand Prix  | Boston     | 6 février 2000  | [ 51 ] |
| 1 500m           | 4 min 04 s 14                                                                                    | Jessica Hull                                                      | New Balance Indoor Grand Prix  | Boston     | 26 janvier 2020 | [ 52 ] |
| Mile             | 4 min 24 s 06                                                                                    | Jessica Hull                                                      |                                | New York   | 29 janvier      |        |
| 3 000m           | 8 min 24 s 39                                                                                    | Jessica Hull                                                      | Championnats du monde en salle | Glasgow    | 2 mars 2024     | [ 53 ] |
| 5 000m           | 14 min 39 s 89                                                                                   | Kimberley Smith                                                   |                                | New York   | 27 février 2009 |        |
| 60 m haies       | 7 s 73                                                                                           | Sally Pearson                                                     | Championnats du monde en salle | Istanbul   | 10 mars 2012    | [ 54 ] |
| Saut en hauteur  | 2,03 m                                                                                           | Nicola Olyslagers                                                 | ACT State Championships        | Canberra   | 27 janvier 2024 | [ 55 ] |
| Saut à la perche | 4,75 m                                                                                           | Eliza McCartney                                                   | Championnats du monde en salle | Birmingham | 3 mars 2018     |        |
| Saut en longueur | 6,81 m                                                                                           | Nicole Boegman                                                    | Championnats du monde en salle | Barcelone  | 12 mars 1995    |        |
| Triple saut      | 13,31 m                                                                                          | Nicole Mladenis                                                   | Championnats du monde en salle | Budapest   | 5 mars 2004     |        |
| Lancer du poids  | 20,98 m                                                                                          | Valerie Adams                                                     | Weltklasse                     | Zurich     | 28 août 2014    | [ 56 ] |
| 4 × 400 m        | 3 min 26 s 87                                                                                    | Australie Susan Andrews Tania Van Heer Tamsyn Lewis Cathy Freeman | Championnats du monde en salle | Maebashi   | 7 mars 1999     |        |
| Pentathlon       | 4 490 points                                                                                     | Jane Jamieson                                                     | Championnats du monde en salle | Maebashi   | 5 mars 1999     | [ 57 ] |
| Pentathlon       | 8 s 66 (60 m haies), 1,83 m (hauteur), 13,94 m (poids), 6,08 m (longueur), 2 min 19 s 64 (800 m) |                                                                   |                                |            |                 | [ 57 ] |
| 3 000 m marche   | 11 min 53 s 82                                                                                   | Kerry Saxby-Junna                                                 | Championnats du monde en salle | Toronto    | 13 mars 1993    |        |

## Liens
- Records continentaux (WA)
- athletics-oceania.com